# Isabela Figueiredo
Isabela Figueiredo (Lourenço Marques, 1 de janeiro de 1963), é uma jornalista, professora e escritora portuguesa.

## Biografia
Isabela Figueiredo nasceu em Lourenço Marques, Moçambique, e veio para Portugal em 1975 na condição de retornada. Foi viver com a avó, ficando separada dos seus pais, que ficaram em Moçambique, durante 10 anos. O seu pai era eletricista.
Figueiredo é licenciada em Línguas e Literaturas Lusófonas pela Universidade Nova de Lisboa e possui uma especialização em Estudos de Gênero pela Universidade Aberta de Lisboa. Publicou seus primeiros textos em 1983 no DN Jovem, suplemento já extinto do Diário de Notícias.
Em 1988 ganhou seu primeiro prémio na Mostra Portuguesa de Artes e Ideias com a obra publicada sob o nome de Isabel Almeida Santos: Conto é Como Quem Diz . A autora trabalhou como jornalista no Diário de Notícias entre 1989 e 1994 e também como professora de Ensino Médio na Margem Sul de Lisboa entre 1985 e 2014.
Em 2009, publicou a obra autobiográfica Caderno de Memórias Coloniais a qual foi eleita em 2010 como uma das obras mais relevantes da década pela escritora Maria da Conceição Caleiro e pelo ensaísta Gustavo Rubim no especial publicado pela revista de cultura Ípsilon (suplemento de artes do jornal Público).
Ainda em 2010, recebeu o prémio de melhor livro do ano com Caderno de Memórias Coloniais. Seu romance A Gorda (2016) foi considerado um dos dez melhores livros de 2016 pela revista online Espalha-Factos e venceu o Prémio Literário Urbano Tavares Rodrigues de 2017.

## Obras
- 2009 - Caderno de Memórias Coloniais, Angelus Novus
- 2016 - A Gorda, Editorial Caminho
- 2022 - Um Cão no Meio do Caminho, Editorial Caminho

## Prémios
- 1988 - Prémio da Mostra Portuguesa de Artes e Ideias[2]
- 2010 - Prémio Monstro do Ano para Melhor Livro, pela Angelus Novus[10][11]
- 2017 - Prémio Literário Urbano Tavares Rodrigues[12][13]
- 2021 - Nomeação para o Prémio Femina Estrangeiro[14]
- 2023 - Semi-finalista na categoria de "Prosa" do Prémio Literário Oceanos.[15]
- 2024 - Prémio Laure Bataillon [16]

## Traduções
- Estados Unidos
  - “Notebook of Colonial Memories” - [Caderno de memórias coloniais]
Editora: University of Massachusetts Dartmouth, 2015; Tradução: Anna M. Klobucka e Phillip Rothwell[17]